# 一宮村 (高知県)
一宮村（いっくむら）は、高知県土佐郡にあった村。現在の高知市中心部の北東一帯にあたる。

## 地理
- 河川：久万川、鏡川
- 山：板垣山（板垣退助先祖代々墓所）

## 歴史
旧薊野村域は、藩政期は板垣退助の先祖・乾家（初代乾正信は本姓板垣氏）の所領地で、現在も板垣山に板垣家代々墓所が現存する。
- 1889年（明治22年）4月1日 - 町村制の施行により、薊野村・久礼野村・一宮村および土佐山村の一部（枝郷三谷村の小村重倉村）の区域をもって発足。
- 1942年（昭和17年）6月1日 - 高知市に編入。同日一宮村廃止。

## 神社
- 掛川神社（土佐藩時代は東照宮）

## 交通

### 鉄道路線
- 鉄道省
  - 土讃線
    - 土佐一宮駅

現在は旧村域に薊野駅が所在するが、当時は未開業。

### 道路
現在は旧村域に高知自動車道の高知インターチェンジが所在するが、当時は未開通。